# Roko Leni Ukić
Roko Leni Ukić (* 12. Mai 1984 in Split, Jugoslawien) ist ein kroatischer Basketballspieler, der auf der Position des Point Guards spielt. Von 2008 bis Anfang 2010 war er in der NBA aktiv. Derzeit steht er bei den Antibes Sharks, die in der LNB Pro B spielen, unter Vertrag.

## Spielerlaufbahn
Roko Leni Ukić wuchs in der kroatischen Hafenstadt Split auf. Dort begann er mit dem Basketballsport und spielte seit frühester Jugend beim kroatischen Basketballverein KK Split. Im Jahre 2000 wurde er Mannschaftsspieler in der ersten Vereinsauswahl von KK Split. 2005 nahm Ukić beim NBA-Draft 2005 teil und wurde in die kanadische Basketballmannschaft der Toronto Raptors berufen. Um der „Reservistenrolle“ zu entkommen, wechselte Roko Leni Ukić nicht sofort nach Toronto, sondern zum spanischen Basketballteam TAU Cerámica. Er verbrachte bei TAU Cerámica Vitoria eine Spielzeit und wechselte danach 2006 zum katalanischen Rivalen Barcelona. Bei Barcelona war Ukić auf der Spielerposition eines Point Guard eingesetzt. 2007 wechselte Roko Ukić erneut den Basketballverein und wurde in Italien, unter der Leitung seines kroatischen National- und Vereinstrainers Jasmin Repeša, eine Saison lang bei Lottomatica Roma unter Vertrag genommen.
Am 16. Juli 2008 unterschrieb Roko Leni Ukić einen Drei-Jahres-Vertrag bei den Toronto Raptors. In der Saison 2008/09 kam er in 72 Spielen im Schnitt für 12,4 Minuten zum Einsatz. Dabei erreichte er durchschnittlich 4,2 Punkte. Nach der relativ guten ersten Saison bei den Toronto Raptors wechselte Ukić nach Milwaukee zu den Bucks. Wegen einer mäßigen Vorbereitung und Verletzungen kam er jedoch dort nur wenig zum Einsatz. Anfang Januar gaben die Milwaukee Bucks bekannt, dass sie Ukić aus seinem laufenden Vertrag entlassen. Daraufhin wechselte er zurück nach Europa und unterschrieb bei Fenerbahçe Ülker. 2012 wechselte Ukić zu Panathinaikos Athen, wo er für zwei Jahre spielte. In seiner Zeit in Griechenland konnte er zwei Meisterschaften und zwei Pokalsiege erreichen.
Mit der kroatischen Nationalmannschaft nahm Ukić an den Europameisterschaften 2005, 2007 und 2009 sowie den Olympischen Spielen 2008 teil.

## Erfolge
- Kroatischer Meister: 2003, 2015
- Türkischer Meister: 2010, 2011
- Griechischer Meister: 2013, 2014
- Kroatischer Pokalsieger: 2004
- Spanischer Pokalsieger: 2006, 2007
- Türkischer Pokalsieger: 2010, 2011
- Griechischer Pokalsieger: 2013, 2014
- U-18 Europameister: 2002